# 10132 Lummelunda
10132 Lummelunda är en asteroid i huvudbältet som upptäcktes den 20 mars 1993 i samband med det svenska projektet UESAC. Den fick den preliminära beteckningen 1993 FL84 och  namngavs senare efter Lummelunda, grottorna, församlingen och socknen på Gotland.
Lummelundas senaste periheliepassage skedde den 28 december 2020. [Uppdatering behövs]